# Elo (stolica tytularna)
Elo (łac. Diocesis Elotonensis) – stolica historycznej diecezji w Hiszpanii w prowincji Hispania Tarraconensis, w metropolii Toledo istniejącej do ok. połowy VII wieku. Współcześnie miasto Montealegre de Campos w Prowincji Valladolid.

## Biskupi tytularni
| Lp. | Biskup                  | Funkcja                                 | Od               | Do               |
| --- | ----------------------- | --------------------------------------- | ---------------- | ---------------- |
| 1   | William Lawrence Adrian | emerytowany biskup Nashville (USA)      | 4 września 1969  | 13 stycznia 1971 |
| 2   | Miguel Irizar Campos    | wikariusz apostolski Yurimaguas (Peru)  | 25 marca 1972    | 6 sierpnia 1989  |
| 3   | Carmelo Borobia         | biskup pomocniczy Saragossy (Hiszpania) | 19 kwietnia 1990 | 24 maja 1996     |
| 4   | Manuel Donoso           | biskup pomocniczy La Serena (Chile)     | 28 czerwca 1996  | 16 kwietnia 1997 |
| 5   | Luis Armando Collazuol  | biskup pomocniczy Rosario (Argentyna)   | 31 grudnia 1997  | 21 lipca 2004    |
| 6   | Andrés Carrascosa Coso  | nuncjusz apostolski                     | 31 lipca 2004    |                  |